# Santô e os Pais da Aviação
Santô e os pais da aviação é um romance gráfico do quadrinhistas Spacca, que conta a história da aviação, dando destaque principal às biografias de Santos Dumont e dos irmãos Wright, mas também apresentando outros pioneiros. O título faz referência à pronuncia do nome de Santos Dumont pelos franceses, já que ele era uma celebridade em Paris, onde viveu grande parte de sua vida. O livro, publicado pela Companhia das Letras em novembro de 2005, ganhou no ano seguinte o Troféu HQ Mix de "melhor edição especial nacional".